# Emile Christian

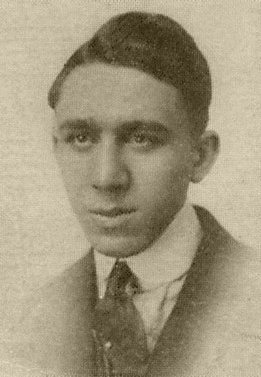
Emile Christian (1918)

Emile Joseph Christian (New Orleans, 20 april 1895 - New Orleans, 3 december 1973) was een Amerikaanse jazz-musicus en componist. Hij speelde trombone, contrabas en kornet.
Emile Christian stamt uit een muzikale familie, zo was zijn broer Frank Christian een bekende kornettist en bandleider. Hij speelde met Frank en broer Charles bij Papa Jack Laine en Fischer's Brass Band. Hij werkte bij Merritt Brunies en Bert Kelly. In 1918 ging hij naar New York, waar hij Eddie Edwards verving in de Original Dixieland Jass Band, waarmee hij toerde (onder meer in Engeland) en ook opnames maakte. Hij speelde kort in de Original Memphis Five (rond 1921) en werkte langere tijd in Europa, in bands in Berlijn, Parijs en andere steden. Ook speelde hij in 1936 in India, met Leon Abbey. Na het uitbreken van de Tweede Wereldoorlog keerde hij terug naar Amerika. In de jaren vijftig speelde hij in groepen van Leon Prima, Santo Pecora en Sharkey Bonano. Hij toerde met Louis Prima (1957) en had een eigen groep waarmee hij ook opnames maakte. Hij was muzikaal actief tot het einde van de jaren zestig.
Enkele composities van Christian zijn "Meet Me At the Green Goose", "Satanic Blues" en "Mardi Grass Parade".

## Discografie
- Emile Christian and His New Orleans Jazz Band, Southland, 1958

- Bibliothèque nationale de France: cb15601677c (data)
- Catàleg d'autoritats de noms i títols de Catalunya: 981058524154306706
- Gemeinsame Normdatei: 116161429X
- International Standard Name Identifier: 0000 0000 4857 5541
- Library of Congress Control Number: no2004114463
- MusicBrainz: f823798d-8689-4c4d-a48a-3ff97af776a2
- Virtual International Authority File: 26785799
- WorldCat: E39PBJyrQQWh9xPVMH4Q7vrrMP